# Thomas Lemke (Serienmörder)
Thomas Lemke (* 1969) ist ein deutscher Serienmörder, der wegen dreifachen Mordes verurteilt wurde. Er war Mitglied verschiedener rechtsextremer Organisationen, unter anderem der Wiking-Jugend und der Freiheitlichen Deutschen Arbeiterpartei (FAP). In seiner Wohnung fand die Polizei sogenannte Anti-Antifa-Feindlisten mit Namen und Adressen politischer Gegner.

## Verbrechensserie
Der wegen Brandstiftung, Körperverletzung, Volksverhetzung und illegalen Waffenbesitzes vorbestrafte Thomas Lemke fuhr am 16. Juli 1995 mit seiner Freundin Bianka W. und der gemeinsamen Bekannten Dagmar K. nach Altena, wo er zusammen mit seiner Freundin die Bekannte fesselte, knebelte, in einen Wald brachte und mit einem Seil würgte. Als das Opfer röchelte, schlug Lemke ihr mehrmals einen Klappspaten auf den Kopf und verscharrte die Tote in einem Erdloch. Die Staatsanwaltschaft vermutet, dass er seine Freundin zu der Tat zwang, um sie „in der Hand zu haben“, da er ihr gegenüber öfter gewalttätig wurde und befürchtete, sie könne ihn anzeigen. 
Am 3. Februar 1996 fuhr Lemke nach Oberhausen und besuchte seinen Bekannten Marcel M. Zusammen fuhren sie nach Bergisch Gladbach zur Wohnung von Patricia W. Lemke hatte sie auf dem Bahnhof in Hagen kennengelernt und wegen eines Aufklebers „Nazis raus“ auf ihrer Kleidung als „Linke“ eingeordnet. Die arglose Frau öffnete die Tür, wurde gefesselt, entkleidet, von Lemke vergewaltigt, mit einem Schnürsenkel gedrosselt, mit einer Gipsfigur auf den Kopf geschlagen und mit 91 Messerstichen getötet. 
Am 15. März 1996 erschoss Lemke den 26-jährigen Martin K. in einem Treppenhaus in Dorsten-Rhade. Er galt in Lemkes Augen als Verräter, da er ihn als Aussteiger aus der rechten Szene wegen Bedrohung angezeigt und gegen ihn ausgesagt hatte.

## Verurteilung
Er wurde im März 1997 vom Essener Schwurgericht wegen dreifachen Mordes und Vergewaltigung zu lebenslanger Haft, anschließender Unterbringung in der Psychiatrie sowie Sicherungsverwahrung verurteilt. Mit der Feststellung der besonderen Schwere der Schuld verhängte das Gericht die Höchststrafe. Bianka W. wurde wegen Mordes zu sechs und Marcel M. wegen Beihilfe und Vergewaltigung zu fünf Jahren Gefängnis verurteilt.

## Sonstiges
2023 wurde in Bergisch Gladbach eine Gedenktafel für Patricia W. aufgestellt und durch den Bürgermeister Frank Stein enthüllt.